# Église San Paolo Converso
L’église San Paolo Converso est une ancienne église du culte catholique romain, située dans le centre historique de la ville de Milan en Italie. Sa construction date du XVIe siècle. Le bâtiment appartient aujourd’hui à une fondation privée.

## Historique et description

La Chanteuse Mina en train de répéter dans l’église.

L'édifice a été construit entre 1549 et 1631 pour le couvent de l'ordre des Sœurs Angéliques de Saint Paul  (A.S.P.).
En 1808, à l'époque napoléonienne, le monastère a été évacué, l'église désacralisée et utilisée comme remise.
En 1932, une restauration est engagée sous la direction de l'architecte Mezzanotte, en particulier celle des fresques et de la nef qui est transformée en salle de concert, puis à partir des années 1960 en studio d'enregistrement pour le label la voce del padrone, puis pour la PDU de Vittorio Buffoli et Giacomo Mazzini, père de Mina.
Le studio rénové nommé La Basilica reste actif de 1970 à 1982.

## Description
La façade baroque réalisée en 1613 est attribuée à Giovanni Battista Crespi.
L'intérieur comporte une nef avec une voûte en berceau. Un mur sépare la partie de l'église réservée aux religieuses à celle pour les fidèles comme à l'église San Maurizio al Monastero Maggiore.

## Œuvres
San Paolo Converso abrite plusieurs tableaux et des décorations à fresque de maîtres italiens, et notamment des frères Campi, Giulio, Antonio et Vincenzo, artistes de l'école Cremonèse.
Le Baptême et Le Repos pendant la fuite en Égypte, par Giulio Campi, datent des années 1570.
La salle des religieuses conservait autrefois une  Pentecôte de Simone Peterzano, maintenant dans l'église voisine de Sant'Eufemia.